# Schola Xantha
La Schola Xantha era un locale appartenente agli scrivani ed araldi degli edili curuli nel Foro Romano, collocato a ridosso dei Rostri e a destra dell'arco di Tiberio.

## Descrizione
Di questo locale destinato agli assistenti degli Edili Curuli, scoperto nel 1540, non restano che due descrizioni dell'epoca, e il pavimento di marmo, che ancora porta le tracce dei sedili che dovevano correre sui lati del locale. Sull'architrave si leggeva che la Schola fu ricostruita sotto il regno di Tiberio, da Bebryx e A. Fabius Xanthus, da cui poi prese il nome. Questo locale era decorato con sedili di bronzo e statuette di argento dei sette pianeti. L'altra citazione ricordava che la Schola fu restaurata durante il regno di Caracalla da C. Avillius Licinius Trosius. L'identificazione dei resti con la Schola è del 1888, e si deve allo storico tedesco Christian Hülsen, sulla base di documenti del XVI secolo.